# Азинский сельсовет (Татарстан)
Азинский сельсовет (тат. Азино (Әзин) авыл советы, Azino awıl sovetı) — административно-территориальная единица в Казанской губернии и Татарской АССР. 
Административный центр — Азино.

## История
Был образован как Царицынский сельсовет 27 марта 1918 года в составе Воскресенской волости Казанского уезда той же губернии. С 1920 года в составе той же волости Арского кантона Татарской АССР.
После её упразднения в 1927 году вошёл в состав Казанского района. В 1932 году к сельсовету было присоединено селение Троицкая Нокса упразднённого Малодербышкинского сельсовета; в том же году, вместе с переименованием Царицыно в Азино он был переименован в Азинский.
После разукрупнения Казанского района в 1938 году оказался в Столбищенском районе. На тот момент сельсовет состоял из двух населённых пунктов, в которых проживало 1290 человек в 318 хозяйствах, из них 156 — хозяйства колхозников, 11 — единоличников, 151 — рабочих и служащих.
На 1948 год в состав сельсовета входили Азино, Троицкая Нокса и посёлок Водоканала.
В 1953 году упразднён, населённые пункты вошли в состав Малоклыковского сельсовета.

## Население
Население сельсовета составляло 709 чел. в 1923 году, 1216 чел. в 1927 году, 1290 чел. в 1938 году.

## Колхозы
В 1949 году на территории сельсовета действовало 2 колхоза:
- «Пахарь» (Азино),
- «Пламя» (Троицкая Нокса).[9]